# Marcondésia
Marcondésia é um distrito do município brasileiro de Monte Azul Paulista, no interior do estado de São Paulo.

## História

### Origem
O povoado que deu origem ao distrito se desenvolveu ao redor da estação ferroviária Marcondésia, inaugurada pela Estrada de Ferro São Paulo — Goyaz em 03/1911.

### Formação administrativa
- Distrito criado pela Lei nº 2.091 de 19/12/1925, no município de Olímpia[4].
- Pela Lei nº 2.189 de 30/12/1926 foi transferido para o município de Cajobi[5].
- Pelo Decreto n° 9.775 de 30/11/1938 foi transferido para o município de Monte Azul Paulista[6].

### Pedido de emancipação
O distrito tentou a emancipação político-administrativa e ser elevado à município, através de processo que deu entrada na Assembléia Legislativa do Estado de São Paulo no ano de 1990, mas como não atendia os requisitos necessários exigidos por lei para tal finalidade, o processo foi arquivado.

## Geografia

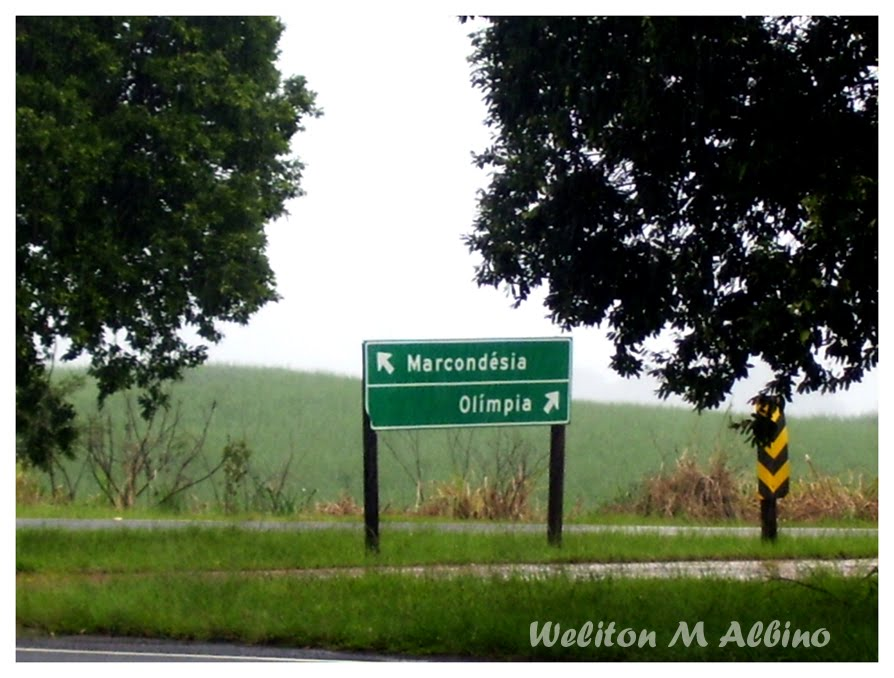
Trevo de Marcondésia na SP-322.

### Demografia

#### População urbana
| Crescimento população urbana | Crescimento população urbana | Crescimento população urbana | Crescimento população urbana |
| Censo                        | Pop.                         |                              | %±                           |
| ---------------------------- | ---------------------------- | ---------------------------- | ---------------------------- |
| 1934                         | 394                          |                              |                              |
| 1940                         | 336                          |                              | −14,7%                       |
| 1950                         | 260                          |                              | −22,6%                       |
| 1960                         | 287                          |                              | 10,4%                        |
| 1970                         | 292                          |                              | 1,7%                         |
| 1980                         | 431                          |                              | 47,6%                        |
| 1991                         | 559                          |                              | 29,7%                        |
| 2000                         | 589                          |                              | 5,4%                         |
| 2010                         | 554                          |                              | −5,9%                        |
| Fonte: IBGE e Fundação SEADE |                              |                              |                              |

#### População total
Pelo Censo 2010 (IBGE) a população total do distrito era de 881 habitantes.

### Área territorial
A área territorial do distrito é de 90,416 km².

### Rodovias
O principal acesso ao distrito é a Rodovia Armando de Salles Oliveira (SP-322).

## Serviços públicos

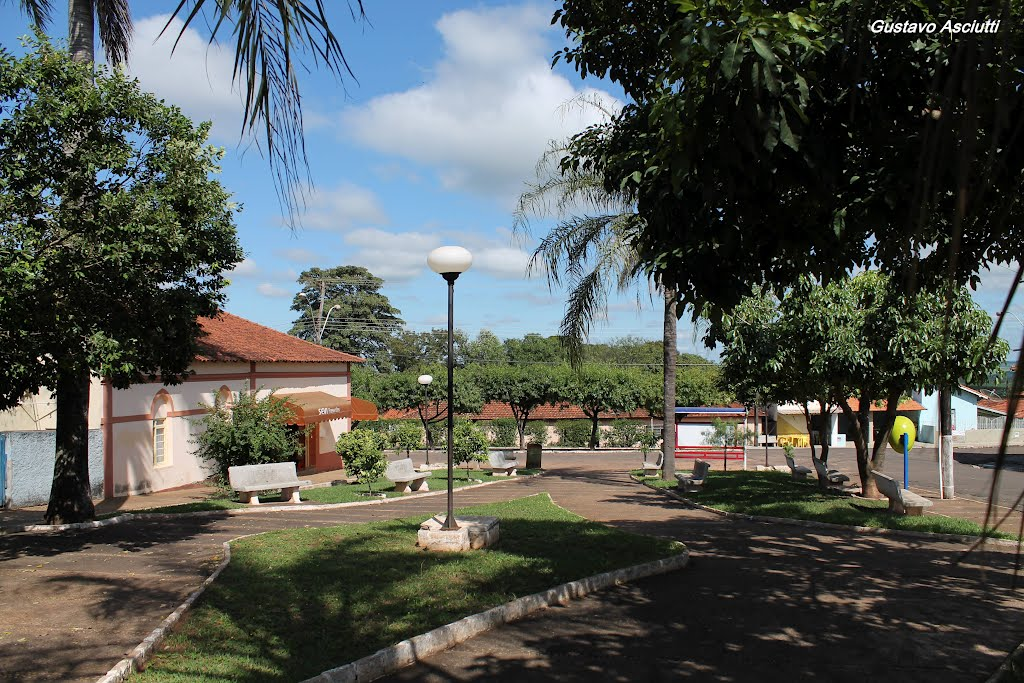
Praça.

### Administração
A administração do distrito é feita pela Subprefeitura de Marcondésia.

### Registro civil
Atualmente é feito na sede do município, pois o Cartório de Registro Civil das Pessoas Naturais do distrito foi extinto pelo  Tribunal de Justiça do Estado de São Paulo e seu acervo foi recolhido ao cartório do distrito sede.

### Saneamento
O serviço de abastecimento de água é feito pelo Serviço Autônomo de Água, Esgoto e Meio Ambiente de Monte Azul Paulista (SAEMAP). 

### Energia
A responsável pelo abastecimento de energia elétrica é a CPFL Paulista, distribuidora do grupo CPFL Energia.

### Telecomunicações
O distrito era atendido pela Telecomunicações de São Paulo (TELESP), que inaugurou a central telefônica utilizada até os dias atuais. Em 1998 esta empresa foi vendida para a Telefônica, que em 2012 adotou a marca Vivo para suas operações.

## Religião

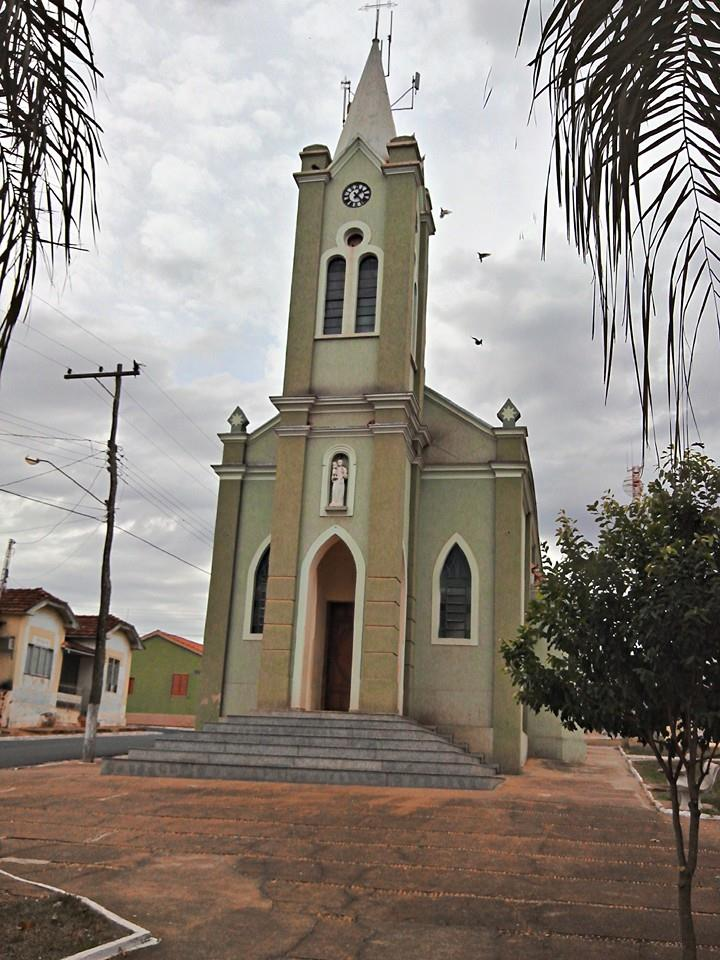
Igreja Santo Antônio.

O Cristianismo se faz presente no distrito da seguinte forma:

### Igreja Católica
- A igreja faz parte da Diocese de Jaboticabal[21].

### Igrejas Evangélicas
- Congregação Cristã no Brasil[22].